# Sarāb-e Harasam
Sarāb-e Harasam (persiska: سراب هرسم) är en ort i Iran.   Den ligger i provinsen Kermanshah, i den västra delen av landet, 500 km väster om huvudstaden Teheran. Sarāb-e Harasam ligger 1 320 meter över havet och antalet invånare är 522.
Terrängen runt Sarāb-e Harasam är kuperad österut, men västerut är den platt. Runt Sarāb-e Harasam är det ganska tätbefolkat, med 185 invånare per kvadratkilometer. Närmaste större samhälle är Ḩomeyl, 11,6 km nordväst om Sarāb-e Harasam. Omgivningarna runt Sarāb-e Harasam är i huvudsak ett öppet busklandskap.